# ماري ليون (صحفية)
ماري ليون (بالإنجليزية: Mary Lyon)‏ هي صحفية أمريكية، ولدت في 16 مايو 1953.

## وصلات خارجية
- ماري ليون على موقع IMDb (الإنجليزية)